# اچ‌ام‌اس فیووریت (۱۷۹۴)
اچ‌ام‌اس فیووریت (۱۷۹۴) (به انگلیسی: HMS Favourite (1794)) یک کشتی بود که طول آن ۱۰۸ فوت ۵ اینچ (۳۳٫۰ متر) بود. این کشتی در سال ۱۷۹۴ ساخته شد.